# Sylvia of the Secret Service
Sylvia of the Secret Service è un film muto del 1917 diretto da George Fitzmaurice e interpretato da Irene Castle.

## Trama
Su una nave che porta da Amsterdam a Londra il mercante di gioielli Curtis Prescott, viene rubato il famoso diamante Kimberly. Un'agente segreta degli Stati Uniti, Sylvia Carroll, sospetta che i responsabili del furto siano i componenti della banda Wade mentre Hemming, ispettore di Scotland Yard, crede che il ladro sia lo stesso Prescott, che ha nascosto il diamante dopo aver ucciso il suo ex-datore di lavoro, Van Brunn,
Tornata negli Stati Uniti, Sylvia deve sbrogliare la matassa per salvare Prescott, di cui si è innamorata e che ora vive da latitante. Sarà lei a smascherare la banda e a trovare le prove dell'omicidio.

## Produzione
Il film fu prodotto dall'Astra Film. Venne girato nel New Jersey, a Jersey City.
Nei credits, Erich von Stroheim appare come consulente tecnico.

## Distribuzione
Distribuito dalla Pathé Exchange, il film uscì nelle sale cinematografiche USA il 25 novembre 1917. Ne venne fatta una riedizione che, sempre distribuita attraverso la Pathé, uscì il 5 marzo 1922.